# Балахтонский сельсовет
Балахтонский сельсовет - сельское поселение в Козульском районе Красноярского края.
Административный центр - село Балахтон.

## Население
| 2010 | 2012 | 2013 | 2014 | 2015 | 2016 | 2017 |
| ---- | ---- | ---- | ---- | ---- | ---- | ---- |
| 821  | ↘809 | ↗813 | ↗817 | ↘789 | ↘780 | ↘766 |

## Состав сельского поселения
В состав сельского поселения входят 5 населённых пунктов:
| № | Населённый пункт | Тип населённого пункта       | Население |
| - | ---------------- | ---------------------------- | --------- |
| 1 | Балахтон         | село, административный центр | 602       |
| 2 | Глушково         | деревня                      | 32        |
| 3 | Красный Яр       | деревня                      | 77        |
| 4 | Мальфино         | деревня                      | 15        |
| 5 | Ничково          | деревня                      | 95        |

## Местное самоуправление
Балахтонский сельский Совет депутатов
Глава муниципального образования
- Ермолаев Николай Николаевич